# 塞纳-瓦兹省
塞纳-瓦兹省（法語：Département de la Seine-et-Oise）是法国历史上的一个省份，编号78，得名于塞纳河与瓦兹河。
该省设立于1790年，是最早设立的83个省份之一。所辖区域是此前法兰西岛行省的一部分。
该省于1968年撤销，拆分为伊夫林省、瓦兹河谷省和埃松省。一小部分市镇划归上塞纳省、塞纳-圣但尼省和马恩河谷省。
该省省会是凡尔赛，副省会有：科尔贝伊（1951年成为科尔贝伊-埃松）、埃唐普、芒特（1953年成为芒特拉若利）、蓬图瓦兹、朗布依埃（1812年起）、蒙莫朗西、帕莱索、勒兰西、圣日耳曼昂莱（以上四市自1962年起）、阿让特伊（1966年起）。撤销时共辖11个区、68个县与688个市镇。